# ありがとう!この人に
『ありがとう!この人に』（ありがとう このひとに）は、1965年1月10日から同年3月28日までフジテレビ系列局で放送されていたフジテレビ製作のトーク番組である。全12回。養命酒製造の一社提供。放送時間は毎週日曜 19:30 - 20:00 （日本標準時）。

## 概要
社会の片隅で起こった出来事と、それにまつわるトークをメインに据えていた番組で、感謝する側とされる側をスタジオに招き、彼らの話を聞きながらその善意を讃えていた。司会は坪井研二と長谷百合が務めていた。